# ОШ „Свети Сава” Краљево
ОШ „Свети Сава“ је осмогодишња основна школа у Краљеву и функционише у оквиру образовног система Републике Србије. Налази се у градском насељу Рибници.